# چم ارمنی
چم ارمنی یا رودخانهٔ ارمنی (به کردی: چه‌م ئه‌رمه‌نی) به رودخانه‌ای در شهر اسلام‌آباد غرب گفته می‌شود. چم ارمنی ۱/۵ کیلومتر طول دارد. این رودخانه از سرآب شرف‌آباد سرچشمه می‌گیرد و پس از عبور از داخل شهر اسلام‌آباد غرب به رودخانهٔ راوند می‌پیوندد.

## نامگذاری
در گذشته گروهی از مردم ارمنی در بخشی از اسلام‌آباد غرب ساکن شدند و این محل به نام آن‌ها چم ارمنی نامیده شد. چم در زبان کردی به معنای رودخانه است و رودخانه‌ای که از این محل عبور کرده و در شهر اسلام‌آباد جریان می‌یابد به نام محل زندگی آنان چم ارمنی نامیده می‌شود.

## آسیب‌ها به رودخانه
در گذشته چم ارمنی آب زلالی داشت و مناظر زیبایی را در شهر اسلام‌آباد ایجاد کرده‌بود. هم‌اکنون سرازیر شدن فاضلاب به رودخانه، دفع زباله و نیز تخلیهٔ نخاله‌های ساختمانی از جمله آسیب‌هایی است که به چم ارمنی وارد شده‌است. همچنین بخشی از بستر این رودخانه در محدودهٔ سرآب شرف‌آباد مورد تصرف قرار گرفته‌است.

## ساماندهی رودخانه
طرح ساماندهی چم ارمنی مربوط به سال ۱۳۸۸ است. عملیات انجام این طرح از سال ۱۳۹۱ آغاز شد، اما بنا بر اطلاع‌رسانی شرکت آب منطقه‌ای غرب تا اردیبهشت ۱۳۹۵ تنها ۲۳۰ متر از این رودخانه ساماندهی شده‌است و مابقی کار به دلیل کمبود اعتبار به انجام نرسیده‌است. انجام مابقی عملیات ساماندهی رودخانه در ۴ دی ۱۳۹۸ به مناقصه گذاشته شده‌است.